# チャールズ・マーシャム (初代ロムニー伯爵)

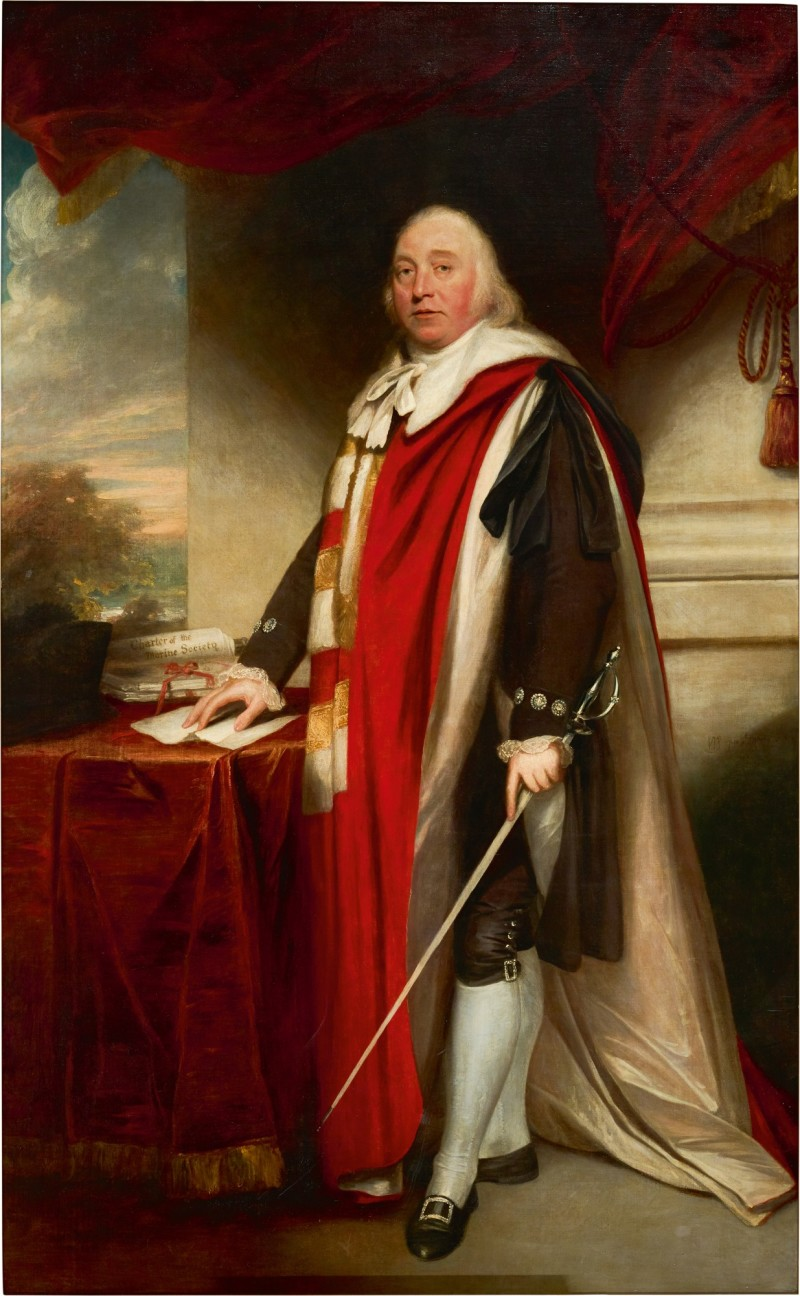
ウィリアム・ビーチーによる肖像画。

初代ロムニー伯爵チャールズ・マーシャム（Charles Marsham, 1st Earl of Romney FRS、1744年9月28日 – 1811年3月1日）は、イギリスの貴族、政治家。1768年から1790年まで庶民院議員を務めた。

## 生涯
第2代ロムニー男爵ロバート・マーシャムと妻プリシラ（1724年8月3日 – 1771年2月27日、チャールズ・ピムの娘）の次男として、1744年9月28日に生まれ、10月20日にセント・ジョージ・ハノーヴァー・スクエア教会で洗礼を受けた。1753年から1763年までイートン・カレッジで教育を受けた。兄ロバート・ピムが1762年に19歳で死去したため、チャールズが法定推定相続人になった。1763年2月28日にオックスフォード大学クライスト・チャーチに入学した。1769年7月3日、ケンブリッジ大学よりLL.D.の名誉学位を授与された。
1768年イギリス総選挙でケント選挙区から出馬しようとしたが、父の意向を受けてメイドストーン選挙区から出馬、697票（得票数1位）で庶民院議員に当選した。しばらくは発言を控え、野党に同調して投票した程度だった。
1774年イギリス総選挙でケントから出馬して、無投票で当選した後、1780年、1784年の総選挙において無投票で再選した。この時期に議会での発言が増え、アメリカ独立戦争に反対するなど野党に同調することが多かったものの与党に賛成することもあった。1782年3月に首相ノース卿への不信任決議案が採決にかけられたとき、「今主張している政策を覆すようなことがあったら、わが国の最もひどい裏切者とみなす」と野党に警告を発した。その後、1783年2月にアメリカ独立戦争の予備講和条約に賛成、1783年5月に選挙法改正に賛成、1783年11月にチャールズ・ジェームズ・フォックスのイギリス東インド会社規制法案に反対した。
1776年3月14日、王立協会フェローに選出された。1778年にウェスト・ケント民兵隊の少佐に任命され、1782年に大佐（隊長）に昇進した。
1783年末の首相小ピットとフォックスの和解を目指すセント・オールバンズ・タヴァーン・グループにはトマス・ポウィスと共同で議長に就任したが、1784年2月にまず小ピットが辞任すべきと主張して、小ピットに拒否されると、フォックス支持に転じた。以降は野党に同調して投票した。
1790年イギリス総選挙ではケント選挙区で選挙戦があった。ケントではウェスト・ケントとイースト・ケントから1人ずつ議員を選ぶことが慣例になっており、マーシャムはウェスト・ケントに属したが、この選挙ではイースト・ケントの候補者が2人立候補した。2人とも支持者に向けて、2票目はマーシャムに投票してよいと述べたが、選挙戦が激しくなると2人の支持者が慣例を破り、1票しか投じないよう呼びかけたり、イースト・ケントの候補2人に投票することを呼びかけたりした。その結果、マーシャムは得票数3位（2,724票）で落選した。
1793年8月31日、農業委員会の委員に就任した。同年11月16日に父が死去すると、ロムニー男爵位を継承、1794年2月17日に貴族院議員に就任した。また、父の後を継いでマリーン・ソサエティ会長に就任した。1797年から1808年までケント統監を務めた。
1801年6月22日、連合王国貴族であるケント州ザ・モートにおけるマーシャム子爵とロムニー伯爵に叙され、29日に貴族院に紹介された。
1811年3月1日に卒中を起こして死去、メイドストーンの諸聖人教会に埋葬された。同名の息子チャールズが爵位を継承した。遺言状で未婚の娘2人にそれぞれ3,000ポンド、親族や友人にそれぞれ100ポンドを遺贈し、残りの遺産は息子が相続した。
ナサニエル・ラクソールはマーシャムを「平凡な人で、（中略）善意と自身の感覚に基づき虚飾なく行動する」と形容した。

## 家族
1776年8月30日、フランシス・ウィンダム（Frances Wyndham、1755年7月9日 – 1795年1月15日、第2代エグレモント伯爵チャールズ・ウィンダムの娘）と結婚、1男4女をもうけた。
- チャールズ（英語版）（1777年11月22日 – 1845年3月29日） - 第2代ロムニー伯爵[1]
- フランシス（1778年10月25日 – 1868年6月30日） - 1805年8月17日、第9代準男爵サー・ジョン・ブキャナン・リデル（1819年4月没）と結婚[12]
- ハリオット（Harriot、1780年4月6日 – 1825年9月15日） - 生涯未婚[12]
- アメリア・シャーロット（1782年1月13日 – 1863年1月5日[12]）
- ソフィア（1784年 – 1786年[12]）